# Гамільтон Кресент
Гамільтон Кресент (англ. Hamilton Crescent) — стадіон для крикету в Глазго, в район, Партік, в Шотландії, Велика Британія. Є домашньою ареною крикетного клубу «Вест-оф-Скотланд».
30 листопада 1872 року на цьому стадіоні відбулася перша в історії офіційна зустріч національних футбольних команд (Шотландія — Англія, 0:0).

## Історія
Стадіон використовується для проведення матчів з крикету. З моменту появи у 1862 році тут грала команда «Вест-оф-Скотланд», при цьому район уже використовувався для гри в крикет раніше. Також на полі грала збірна Шотландії з крикету і проходив фінал Кубка Шотландії з крикету. У 2000 році на «Гамільтон Кресент» було проведено п'ять матчів у крикет.
Стадіон також був ареною для першого в історії офіційного матчу національних футбольних команд. 30 листопада 1872 року на цьому полі зустрілися футбольні збірні Шотландії та Англії. Матч завершився нульовим результатом. Пізніше шотландська футбольна збірна зіграла ще три гри на «Гамільтоні Кресент»: 7 березня 1874 року з Англією (2:1), 4 березня 1876 року знову з Англією (3:0) і 25 березня 1876 року з Уельсом (4:0). Останній з них став першою грою збірної Уельсу в історії .
17 березня 1877 року на стадіоні відбувся фінальний матч Кубка Шотландії сезону 1876/77, це був четвертий розіграш цього турніру. У фіналі зійшлися між собою команди «Вейл оф Левен» і «Рейнджерс» (тоді обидва клуби вперше грали у фіналі Кубка). Матч завершився з рахунком 1:1 і за тодішнім регламентом, щоб визначити переможця, потрібно було зіграти ще одну гру в інший день. Повторний фінал відбувся 7 квітня 1877 року також на «Гамільтоні Кресент». У матчі-переграванні знову була нічия 1:1, тому було призначено ще один матч. Третій фінальний матч був зіграний 13 квітня 1877 року, але цього разу місце проведення було змінено на старому «Гемпден Парк». У третьому матчі кращою виявилася команда «Вейл оф Левен», яка здобула перемогу з рахунком 3:2 і врешті завоювала трофей.
Об'єкт також використовувався, серед іншого для гри у регбі-15. 10 січня 1885 року в рамках Чемпіонату домашніх націй на «Гамільтон Кресент» зійшлися між собою збірні Шотландії та Уельсу з регбі (0:0).

## Виноски
1. ↑  Club history (англ.). Архів оригіналу за 17 липня 2021. Процитовано 1 червня 2022.
2. ↑  European Cricket Championship in Scotland, Jul 2000 Schedule (англ.). Архів оригіналу за 13 липня 2021. Процитовано 1 червня 2022.
3. ↑  The first international football match (англ.). Архів оригіналу за 14 серпня 2016. Процитовано 1 червня 2022.
4. ↑  Football venue West of Scotland Cricket Ground at Hamilton Crescent, Partick → Glasgow (англ.). Архів оригіналу за 1 червня 2022. Процитовано 1 червня 2022.
5. ↑  On this day in 1876: Wales play first official match (англ.). 25 marca 2020. Архів оригіналу за 1 червня 2022. Процитовано 1 червня 2022.
6. ↑  Scottish Cup - Past Winners (англ.). Архів оригіналу за 15 квітня 2022. Процитовано 1 червня 2022.
7. ↑  Scotland V Wales (англ.). Архів оригіналу за 1 червня 2022. Процитовано 1 червня 2022.